# Haltestelle Wien Speising
Die S-Bahn-Haltestelle Wien Speising ist eine Haltestelle an der Bahnstrecke Wien Penzing–Wien Meidling, der sogenannten Verbindungsbahn, im Bezirksteil Speising des 13. Wiener Gemeindebezirks, Hietzing. Sie hat zwei Bahnsteige und liegt zwischen der Speisinger Straße und der Versorgungsheimstraße.

## Ausblick
Im Rahmen des Ausbaus der Verbindungsbahn planen die ÖBB einen 15-Minuten-Intervall der S80 zwischen Hütteldorf und Aspern Nord sowie die Verlegung der Trasse in Hochlage, dies erfordert auch einen kompletten Neubau der Station Wien Speising, zudem sind zwei weitere Stationen der Wiener Schnellbahn im 13. Bezirk geplant, Hietzinger Hauptstraße sowie Stranzenbergbrücke.

## Allgemeines
An der Haltestelle halten Züge der S-Bahn-Linie S 80, welche im Halbstundentakt verkehrt. Zeitweise fuhren früher montags bis freitags auch Regionalzüge zwischen Wien Westbahnhof und Laa an der Thaya. Weiters liegt in der Nähe der Haltestelle die Straßenbahnstation Preyergasse, an der die Straßenbahnlinie 60 hält, sowie die ebenfalls Preyergasse genannten Bushaltestellen der Linien 56A und 56B. An den Enden beider Bahnsteige befindet sich jeweils ein Bahnübergang, der mit Lichtzeichen, Läutewerk und Schranken ausgerüstet ist. Von 1898 bis 1918 gehörte sie ferner zum äußeren Netz der Wiener Stadtbahn.

## Haltestelle
Die Bahnsteige sind für Züge mit einer Länge von bis zu  140 Meter ausgelegt. Auf beiden Bahnsteigen gibt es  Wartehäuschen (auf Bahnsteig 2 ein weiteres mit Sitzmöglichkeiten) mit Fahrkartenautomaten. Seit Herbst 2016 gibt es auch elektronische Abfahrtsanzeigen sowie eine elektronische Abfahrtstafel. 

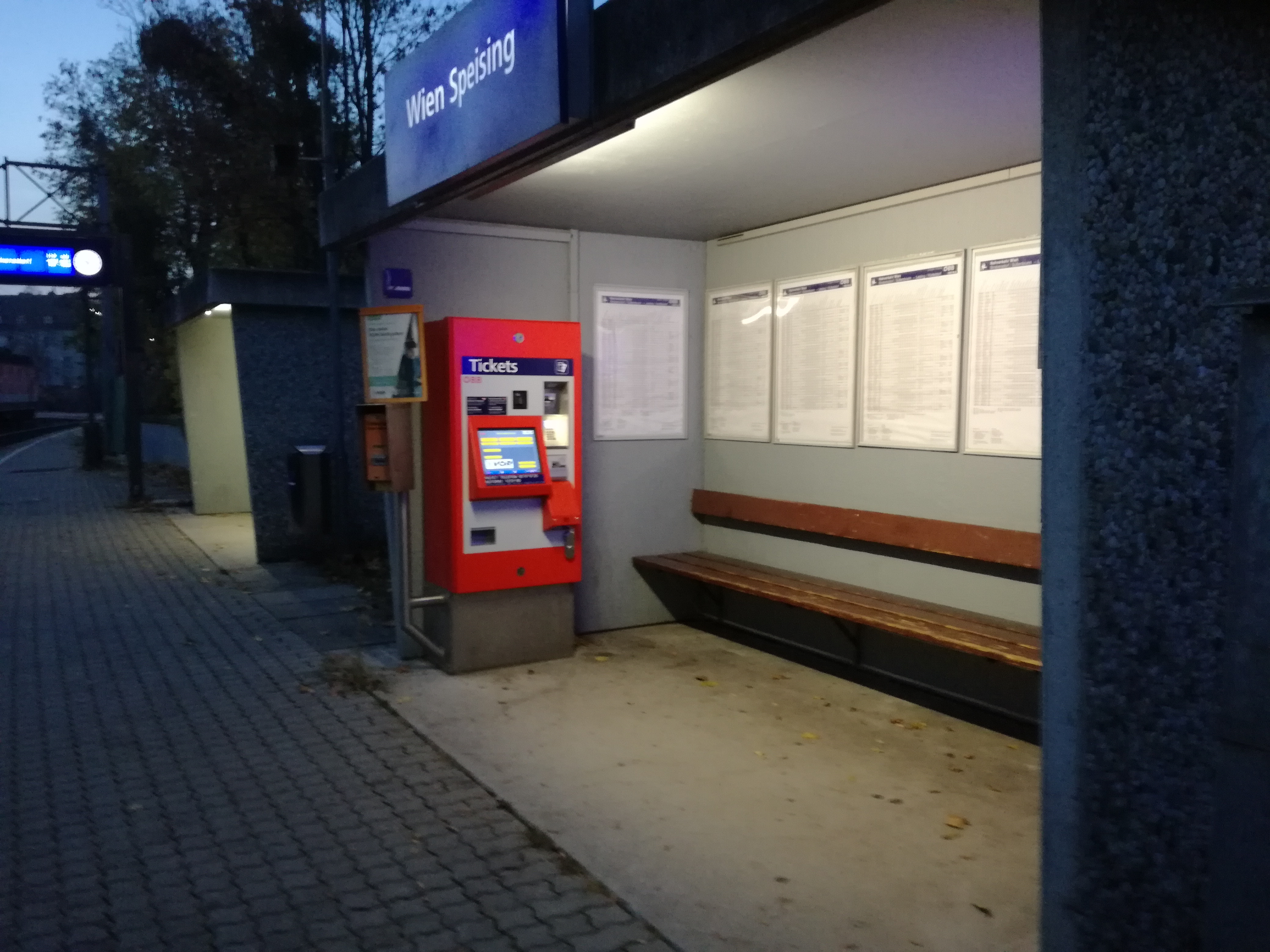
Das Wartehäuschen auf Bahnsteig 1

## Linien im Verkehrsverbund Ost-Region
| Linie | Verlauf |
| ----- | --- |
| S80   | Wien Hütteldorf – Wien Speising – Wien Meidling – Wien Matzleindorfer Platz – Wien Hauptbahnhof – Wien Simmering – Wien Haidestraße – Wien Praterkai – Wien Stadlau – Wien Erzherzog-Karl-Straße – Wien Hirschstetten – Wien Aspern Nord |
| 60    | Westbahnhof – Hietzing – Preyergasse – Hofwiesengasse – Maurer Hauptplatz – Rodaun |